# باسیل اوگستر
باسیل اوگستر (انگلیسی: Basil Eugster; ۱۵ اوت ۱۹۱۴ – ۵ آوریل ۱۹۸۴) فرد نظامی اهل بریتانیا بود. وی همچنین برندهٔ جوایزی همچون صلیب نظامی شده‌است.